# Keeley Hawes
Clare Julia "Keeley" Hawes (Marylebone, Londres, 10 de febrer de 1976) és una actriu anglesa. Va començar la seva carrera en un seguit d'adaptacions literàries com ara Our Mutual Friend (1998) i Tipping the Velvet (2002), però es va fer coneguda pel paper de Zoe Reynolds a la sèrie de la BBC Spooks (2002–2004), i després pel paper de la detectiu inspectora Alex Drake a Ashes to Ashes (2008–2010), pel qual va guanyar el premi Glamour a millor actriu de televisió del Regne Unit.
Hawes també és coneguda per fer de Lindsay Denton a Line of Duty (2014–2016) i de la ministra de l'Interior Julia Montague al drama de la BBC One Bodyguard (2018). Hawes ha estat nominada tres vegades als premis BAFTA de televisió; dues a millor actriu pels papers de Lindsay Denton i Julia Montague, i una a millor actriu secundària pel paper de Dorothy Wick al drama Mrs Wilson.
Hawes ha tingut un paper protagonista a la sèrie de 2010 A dalt i a baix, la minisèrie The Casual Vacancy (2015), The Missing (2016), a la comèdia dramàtica d'ITV The Durrells (2016–2019), Honour (2020), i a la sèrie dramàtica de Russell T Davies It's a Sin (2021). També va co-crear i actuar a la comèdia dramàtica d'ITV Finding Alice, que es va emetre el gener de 2021.
Hawes ha aparegut en pel·lícules, com ara Un funeral de mort (2007), High-Rise (2015), Misbehaviour (2020) i Per a Olivia (2021), en què interpreta l'actriu Patricia Neal. També ha posat la veu de Lara Croft a la sèrie de videojocs Tomb Raider.

## Filmografia

### Pel·lícules
| Any  | Títol                                      | Paper            | Notes    |
| ---- | ------------------------------------------ | ---------------- | -------- |
| 1996 | La pedra lunar                             | Rachel           | Telefilm |
| 1998 | Els venjadors                              | Tamara           |          |
| 1999 | The Last September                         | Lois Farquar     |          |
| 2000 | Complicity                                 | Yvonne           |          |
| 2001 | Othello                                    | Dessie Brabant   | Telefilm |
| 2003 | Chaos and Cadavers                         | Samantha Taggert |          |
| 2005 | Tristam Shandy (A cock and bull story)     | Elizabeth        |          |
| 2007 | Un funeral de mort                         | Jane             |          |
| 2008 | The Bank Job                               | Wendy Leather    |          |
| 2008 | Flashbacks of a Fool                       | Jessie adulta    |          |
| 2013 | The Adventurer: The Curse of the Midas Box | Catherine Mundi  |          |
| 2015 | High-Rise                                  | Ann Royal        |          |
| 2020 | Misbehaviour                               | Julia Morley     |          |
| 2020 | Rebecca                                    | Beatrice         |          |
| 2021 | Per a Olivia (To Olivia)                   | Patricia Neal    |          |

### Televisió
| Any       | Títol                      | Paper                                     | Notes                                             |
| --------- | -------------------------- | ----------------------------------------- | ------------------------------------------------- |
| 1989      | Forever Green              | Carol                                     | Episodi 3 (Temporada 1)                           |
| 1990      | Troublemakers              | Mandy                                     | 6 episodis                                        |
| 1992      | The Ruth Rendell Mysteries | Sarah Mabledene                           | "Talking to Strange Men"                          |
| 1996      | Pie in the Sky             | Stella Jackson                            | E"Devils on Horseback: Parts 1 & Part 2"          |
| 1996      | Karaoke                    | Linda Langer                              | "Tuesday, Wednesday, Thursday, Friday"            |
| 1996      | Heartbeat                  | Michelle                                  | "Snapped"                                         |
| 1997      | The Beggar Bride           | Angela Harper                             |                                                   |
| 1998      | Our Mutual Friend          | Lizzie Hexam                              | 4 episodis                                        |
| 1998      | The Cater Street Hangman   | Charlotte Ellison                         |                                                   |
| 1999      | The Blonde Bombshell       | Diana Dors (jove)                         |                                                   |
| 1999      | Wives and Daughters        | Cynthia Kirkpatrick                       | 4 episodis                                        |
| 2001      | Hotel!                     | Tricia                                    |                                                   |
| 2001      | Murder in Mind             | Deborah                                   | "Sleeper"                                         |
| 2002      | A Is for Acid              | Gillian Rogers                            |                                                   |
| 2002      | Me and Mrs Jones           | Jane                                      |                                                   |
| 2002      | Tipping the Velvet         | Kitty Butler                              | Minisèrie                                         |
| 2002–2004 | Spooks                     | Zoe Reynolds                              | Paper principal                                   |
| 2003      | Lucky Jim                  | Christine Callaghan                       |                                                   |
| 2003      | The Canterbury Tales       | Emily                                     |                                                   |
| 2004      | Sex & Lies                 | Kate                                      |                                                   |
| 2004      | Els misteris d'en Murdoch  | Dra. Julia Ogden                          | Episodis: "Except the Dying" i "Poor Tom Is Cold" |
| 2005      | ShakespeaRe-Told           | Ella Macbeth                              | "Macbeth"                                         |
| 2005      | Agatha Christie's Marple   | Philippa Haymes                           | "A Murder Is Announced"                           |
| 2005      | Under the Greenwood Tree   | Fancy Day                                 |                                                   |
| 2005      | The Best Man               | Kate Sheldrake                            |                                                   |
| 2006      | After Thomas               | Nicola Graham                             |                                                   |
| 2006–2007 | The Vicar of Dibley        | Rosie Kennedy                             | "The Handsome Stranger" i "The Vicar in White"    |
| 2008–2010 | Ashes to Ashes             | Detectiu inspectora Alex Drake            | Paper principal                                   |
| 2009      | Mutual Friends             | Jen                                       |                                                   |
| 2010      | Identity                   | Martha Lawson                             |                                                   |
| 2010–2012 | A dalt i a baix            | Lady Agnes Holland                        | Paper principal                                   |
| 2013      | The Lady Vanishes          | Sra. Todhunter                            | Telefilm                                          |
| 2013      | The Tunnel                 | Suze Harcourt                             |                                                   |
| 2013      | Ambassadors                | Jennifer                                  |                                                   |
| 2014–2016 | Line of Duty               | Detectiu inspectora Lindsay Denton        | Paper principal                                   |
| 2014      | Doctor Who                 | Sra. Delphox/Madame Karabraxos            | "Time Heist"                                      |
| 2015      | The Casual Vacancy         | Samantha Mollison                         | Minisèrie                                         |
| 2016      | Fungus The Bogeyman        | Wendy Snow                                | Minisèrie                                         |
| 2016      | The Hollow Crown           | Reina Elisabet                            | "Henry VI Part 2" i "Richard III"                 |
| 2016      | The Missing                | Gemma Webster                             | Paper principal                                   |
| 2016–2019 | The Durrells               | Louisa Durrell                            | Paper principal                                   |
| 2017      | Inside No. 9               | Louise                                    | "Diddle Diddle Dumpling"                          |
| 2018      | The Coronation             | Narradora                                 | Doblatge                                          |
| 2018      | Bodyguard                  | Julia Montague                            | Paper principal                                   |
| 2018      | Mrs Wilson                 | Dorothy Wick                              | Minisèrie                                         |
| 2019      | Traitors                   | Priscilla Garrick                         | Paper principal                                   |
| 2019      | Summer of Rockets          | Kathleen Shaw                             | Minisèrie                                         |
| 2019      | Year of the Rabbit         | Lydia                                     | Minisèrie                                         |
| 2020      | Honour                     | Detectiu inspectora en cap Caroline Goode | Minisèrie, també productora executiva             |
| 2021      | Finding Alice              | Alice Dillon                              | Temporada 1                                       |
| 2021      | It's a Sin                 | Valerie Tozer                             | Sèrie dramàtica de Channel 4                      |

### Teatre
| Any  | Títol              | Paper    | Lloc                   |
| ---- | ------------------ | -------- | ---------------------- |
| 2011 | Rocket to the Moon | Belle    | Royal National Theatre |
| 2013 | Barking in Essex   | Chrissie | Wyndham's Theatre      |

### Videojocs
| Any  | Títol                                       | Veu        |
| ---- | ------------------------------------------- | ---------- |
| 2006 | Tomb Raider: Legend                         | Lara Croft |
| 2007 | Tomb Raider: Anniversary                    | Lara Croft |
| 2008 | Tomb Raider: Underworld                     | Lara Croft |
| 2009 | Tomb Raider: Underworld – Beneath the Ashes | Lara Croft |
| 2009 | Tomb Raider: Underworld – Lara's Shadow     | Lara Croft |
| 2010 | Lara Croft and the Guardian of Light        | Lara Croft |
| 2014 | Lara Croft and the Temple of Osiris         | Lara Croft |